# Roman Klein
Roman Ivanovich Klein (em russo:  Роман Иванович Клейн) (Moscovo, 31 de Março de 1858 — Moscovo, 13 de Maio de 1924) foi um arquitecto russo.

## Obras
- Museu Pushkin[1]